# Andri Petrov
Andri Petrov –en ucraniano, Андрій Петров– (Jersón, 29 de marzo de 1971) es un deportista ucraniano que compitió en piragüismo en la modalidad de aguas tranquilas. Ganó una medalla de bronce en el Campeonato Mundial de Piragüismo de 1994, en la prueba de K4 200 m.

## Palmarés internacional
| Campeonato Mundial | Campeonato Mundial        | Campeonato Mundial | Campeonato Mundial |
| Año                | Lugar                     | Medalla            | Competición        |
| ------------------ | ------------------------- | ------------------ | ------------------ |
| 1994               | Ciudad de México (México) | Medalla de bronce  | K4 200 m           |